# Megaselia rara
Megaselia rara är en tvåvingeart som beskrevs av Colyer 1962. Megaselia rara ingår i släktet Megaselia och familjen puckelflugor. Inga underarter finns listade i Catalogue of Life.